# Речь Достоевского о Пушкине

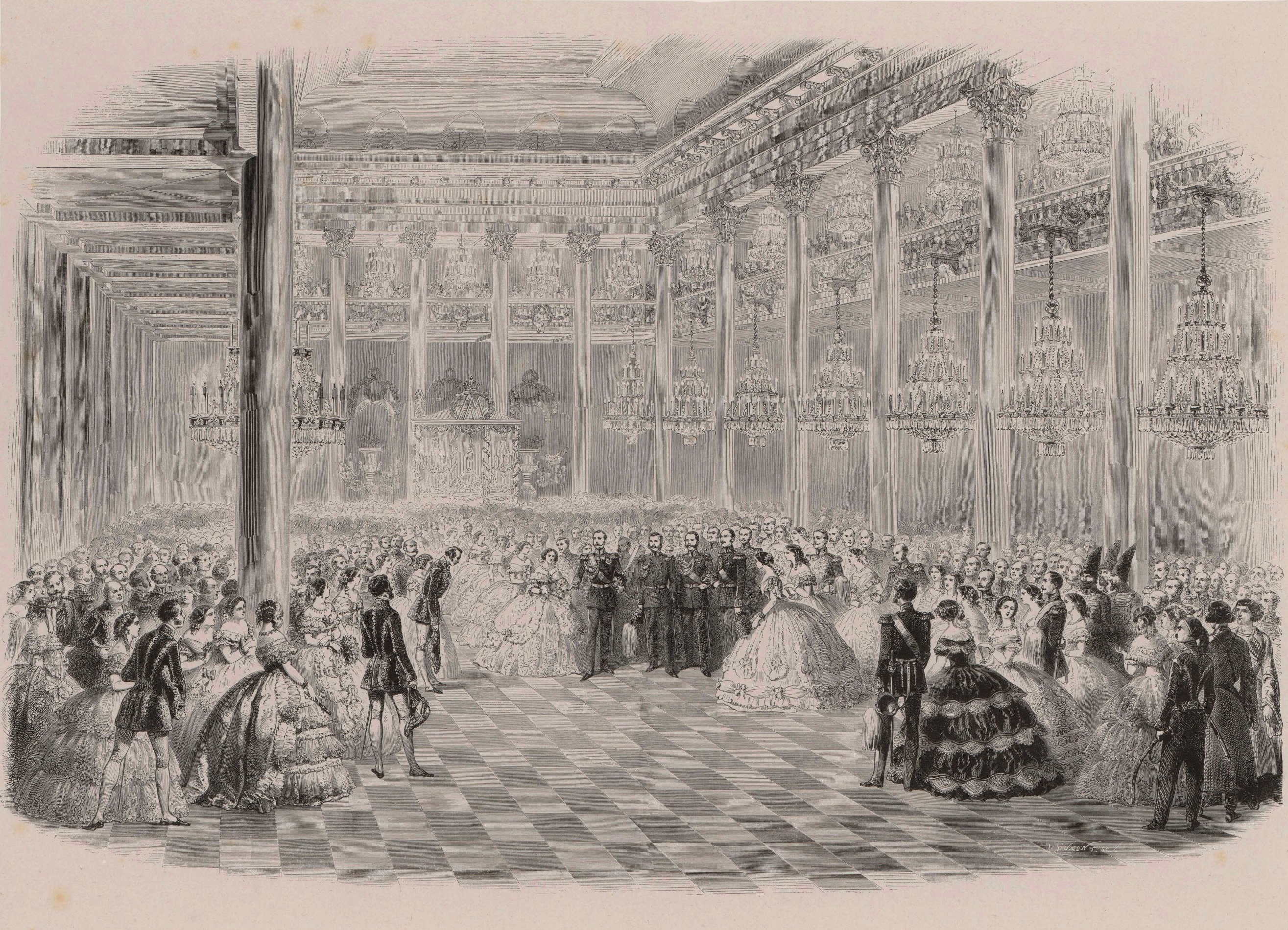
Зал Благородного собрания в 1856 году, где почти четверть века спустя была произнесена речь Достоевского о Пушкине

Ре́чь Достое́вского о Пу́шкине (Пушкинская речь) — речь, произнесённая Ф. М. Достоевским 8 (20) июня 1880 года на заседании Общества любителей российской словесности в зале московского Благородного собрания (ныне Колонный зал Дома Союзов) и опубликованная 1 августа в «Дневнике писателя».

## Хронология
Официальное приглашение принять участие в пушкинских праздниках и произнести речь на публичном заседании Общества любителей российской словесности было отправлено Достоевскому 2 мая. Достоевский интенсивно работал над речью в Старой Руссе, куда он выехал с семьёй в середине мая. Приехал же в Москву 23 мая на открытие памятника Пушкину. Ввиду смерти императрицы Марии Александровны торжества открытия памятника были отложены на 6 июня. С 24 мая по 5 июня Достоевский выступал с речами, встречался с И. С. Аксаковым, Д. В. Григоровичем, И. С. Тургеневым, Н. Г. Рубинштейном, А. Н. Майковым и др., познакомился с дочерью Пушкина Н. А. Меренберг, племянниками поэта А. А. Пушкиным и Л. Н. Павлищевым.
6 июня состоялось открытие памятника Пушкину, в котором принял участие Достоевский, а вечером на празднике в Благородном собрании он читал сцену Пимена из трагедии Пушкина «Борис Годунов». Первое заседание Общества любителей российской словесности состоялось на следующий день, после которого, за обедом, Достоевский произнёс краткое слово. На втором же публичном заседании Общества любителей российской словесности, состоявшемся 8 июня, Достоевский произнёс свою знаменитую речь о Пушкине. В ней писатель, в частности, сказал:

Пушкин есть явление чрезвычайное и, может быть, единственное явление русского духа, сказал Гоголь. Прибавлю от себя: и пророческое… И никогда ещё ни один русский писатель, ни прежде, ни после его, не соединялся так задушевно и родственно с народом своим, как Пушкин… Пушкин умер в полном развитии своих сил и бесспорно унёс с собою в гроб некоторую великую тайну. И вот мы теперь без него эту тайну разгадываем.

В своей речи Достоевский объявил о готовности русских к «воссоединению со всеми племенами великого Арийского рода». В представлениях Достоевского это были русская «всемирность» и «братство».
1 августа вышел из печати «Дневник писателя», где Речь о Пушкине была опубликована вместе с предисловием и дополнениями.

## Реакция
Речь произвела огромное впечатление. «Вы сказали речь, — обратился Иван Аксаков к Достоевскому, — после которой И. С. Тургенев, представитель западников, и я, которого считают представителем славянофилов, одинаково должны выразить вам величайшее сочувствие и благодарность». «Я считаю, — обратился Аксаков с кафедры, — речь Фёдора Михайловича Достоевского событием в нашей литературе. Вчера ещё можно было толковать о том, великий ли всемирный поэт Пушкин, или нет; сегодня этот вопрос упразднён; истинное значение Пушкина показано, и нечего больше толковать!». Общество любителей российской словесности единогласно избрало Достоевского своим почётным членом. Достоевский был увенчан огромным лавровым венком. Ночью Достоевский поехал к памятнику Пушкину и положил к его подножию свой венок.
Широкое распространение получила фраза, которой писатель истолковал смысл поэмы Пушкина «Цыганы»:

«Смирись, гордый человек, и прежде всего сломи свою гордость. Смирись, праздный человек, и прежде всего потрудись на родной ниве», вот это решение по народной правде и народному разуму.